# Wit zijdeaapje
Het wit zijdeaapje (Mico leucippe) is een zoogdier uit de familie van de klauwaapjes (Callitrichidae). De wetenschappelijke naam van de soort werd voor het eerst geldig gepubliceerd door Oldfield Thomas in 1922.

## Voorkomen
De soort komt voor in Brazilië.